# Чедем
Чедем (словен. Čedem) — поселення в общині Брежиці, Споднєпосавський регіон, Словенія. Висота над рівнем моря: 366,1 м.